# Monoszló Tamás
Monoszló Tamás horvát–dalmát bán, valkói ispán II. András idején a Monoszló nemzetségből.

## Élete
Macharens ispán fia volt. Végig hűséges maradt II. Andráshoz, akkor is, amikor az még hercegként ellentétbe került bátyjával, Imre királlyal, és akkor is, amikor már királyként a Szentföldre ment, itthon pedig zavarok támadtak a kormányzatban. Részt vett az oroszországi hadjáratban, ahol megsebesült. 1221-ben Valkó vármegye ispánja, 1231-ben pedig horvát–dalmát bán volt.

## Birtokai
1231-ben a király érdemeire való tekintettel megerősítette nemzetségi birtokaiban és új adományul kapta a Csanád vármegyei Csika várbirtokot, amely Ján csanádi százados magtalan halála miatt a koronára háramlott. Csika a mai Nagylak közvetlen szomszédságában álló falu volt Szent Márton tiszteletére emelt templommal. A falu a török időkben elpusztult, pusztaként Nagylak határának része lett.

## Családja
Gyermekei:
- Gergely krassói ispán és a kunok bírája[1]
- fiú